# .md
.mdはモルドバに1994年に割り当てられた国別コードトップレベルドメイン(ccTLD)。
現在はモルドバ政府によって設立されたServiciul Tehnologia Informației și Securitate Cibernetică(略称: STISC/英語名: Information Technology and Cyber Security Service)によって管理されている。